# Grevelingen (Niederlande)

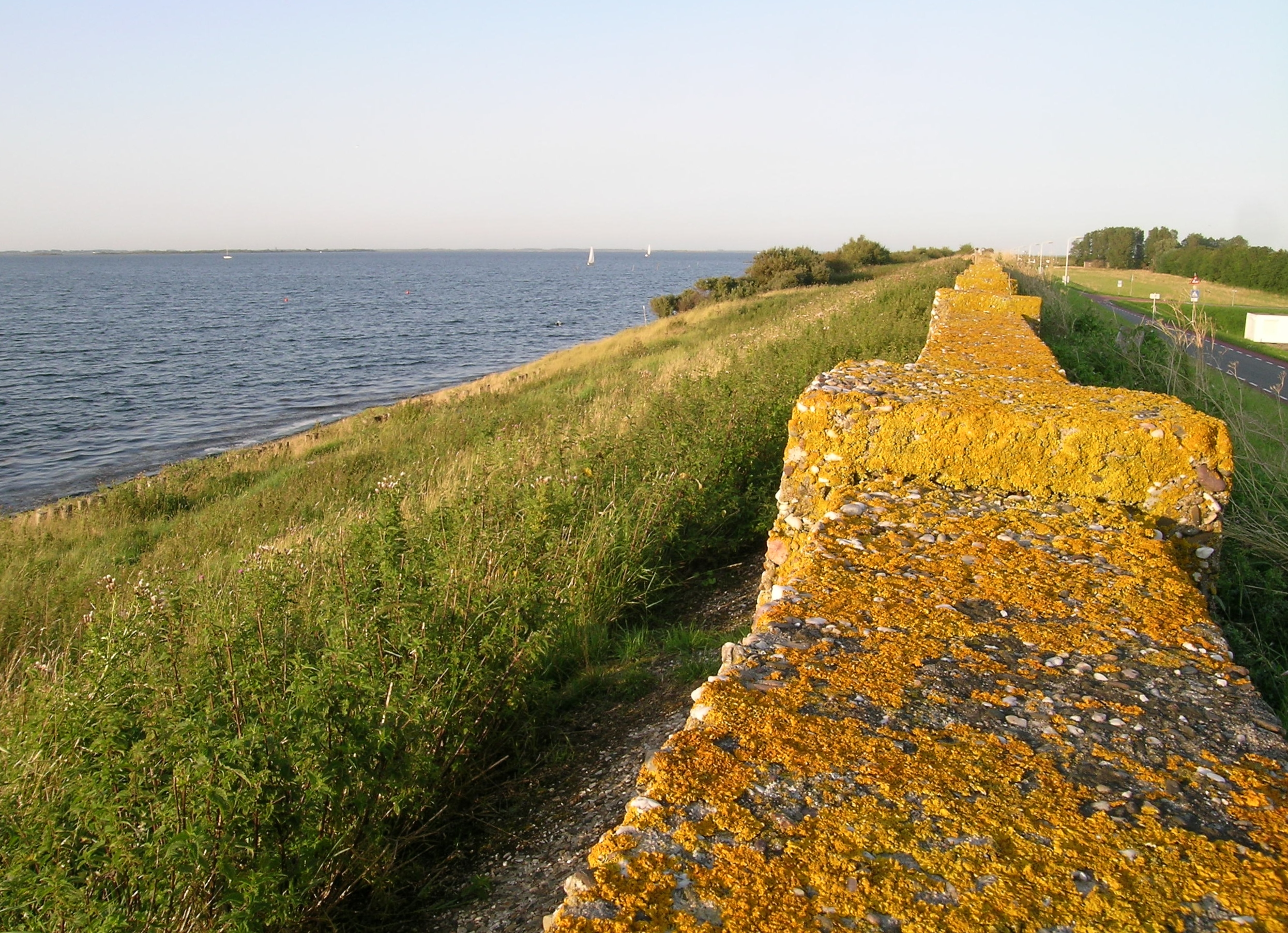
Grevelingen mit Deich und Schutzmauer nahe Scharendijke

Der Grevelingen ist eine ehemalige Meeresbucht an der niederländischen Küste. Trotz seiner Abdämmung (Grevelingendam 1965 im Süden, Brouwersdam 1971 im Norden) liegt sein Salzgehalt nahe dem der Nordsee. 

## Geografie

Topografische Karte

Der Grevelingen liegt zwischen den Inseln Schouwen-Duiveland (Provinz Zeeland) und Goeree-Overflakkee (Provinz Südholland). An der Westseite, zur Nordsee hin, ist der Grevelingen durch den Brouwersdam, an der Ostseite, zur Oosterschelde hin, durch den Grevelingendam abgeschlossen. Für die Schifffahrt wurde eine Schleuse bei Bruinisse zur Oosterschelde gebaut.
Es entstand so der größte Salzwasserbinnensee Europas mit einer Gesamtfläche von 140 km² (14.000 Hektar), davon sind trocken gefallen 3.000 Hektar. Einige Sandbänke sind zu Inseln geworden (u. a. Hompelvoet), wo viele Wasservögel nisten oder Nahrung finden.
Die Wasserfläche beträgt 11.000 Hektar, davon sind 7.000 Hektar über 1,50 Meter tief. Die Länge beträgt 23 km, die Breite 4–10 km.
Die größte Tiefe liegt bei 48 m und der Wasserspiegel liegt durchschnittlich 0,20 Meter unter NAP. 

## Natur

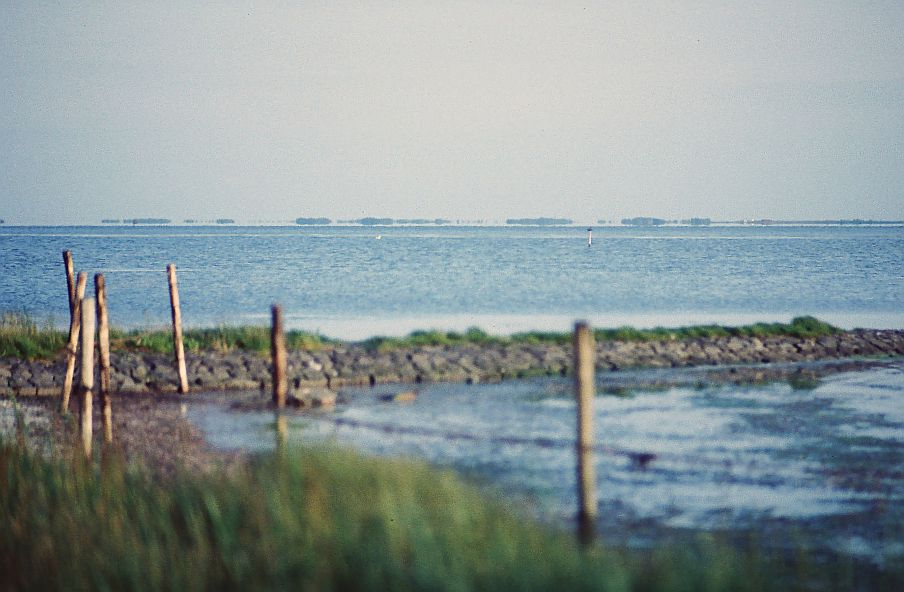
Grevelingen

Es ist im Interesse der Natur, dass das Wasser des Grevelingen salzhaltig bleibt. Deshalb befindet sich im Brouwersdam die Brouwerssluis, ein Siel, das außer an 30 Tagen zwischen September und Dezember das ganze Jahr in beide Richtungen geöffnet ist.
So sind gelegentlich auch Seehunde und sogar Schweinswale, Phocoena phocoena genannt, im Grevelingen Meer gesehen worden, die dem Hering nachjagen.
Mit der Wiederinbetriebnahme der seit 1987 geschlossenen Flakkeese Spuisluis im Grevelingendam, die 2017 zudem vergrößert und verändert wurde, besteht nun eine Verbindung zwischen Osterschelde und dem Grevelingen, dies sowohl bei Flut als auch bei Ebbe auf der Osterschelde. Der Wasseraustausch erfolgt seit 2017 erstmals in beiden Richtungen und soll die Wasserqualität im Grevelingen verbessern helfen.
Der See ist ein wichtiges Naturschutzgebiet.

## Wirtschaft

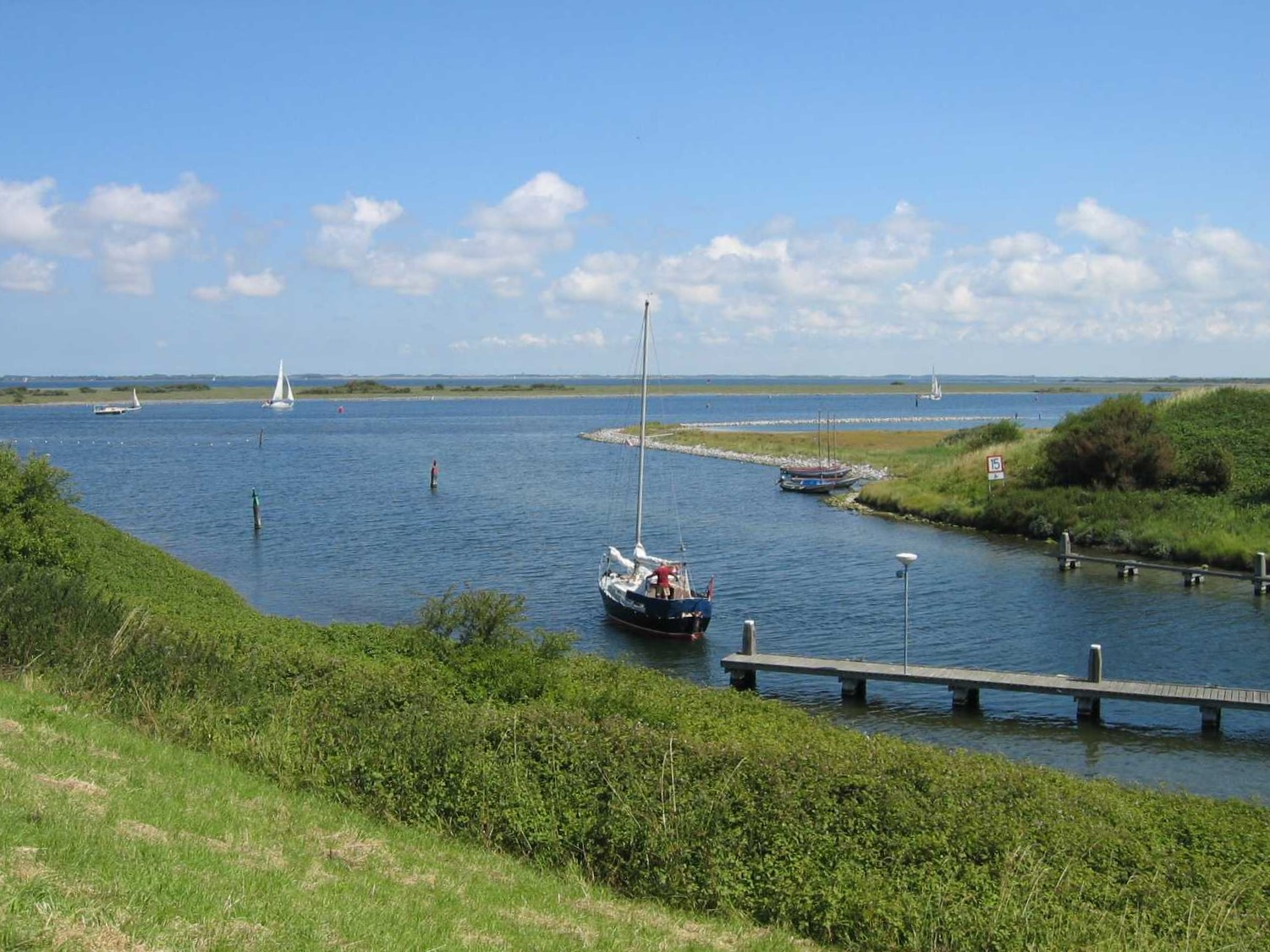
Blick von der Hafenausfahrt Brouwershaven auf den Grevelingen

Wirtschaftlich bedeutend sind neben der Austernfischerei der Fremdenverkehr und der Wassersport.
In den anliegenden Orten und an seinen Ufern sind mehrere Jachthäfen geschaffen worden.

## Interessenkonflikte
Über die weitere Entwicklung des Grevelingen gibt es eine heftige Kontroverse: Vertreter der Landwirtschaft möchten die Gezeitenabschirmung beibehalten und einen möglichst niedrigen Salzgehalt. Vertreter von Umwelt- und Naturschutz möchten den Salzgehalt hoch halten und den Gezeiteneinfluss verstärken. Sie verweisen darauf, dass es in Tiefen von mehr als acht Metern kein Leben mehr gibt, weil dem Wasser durch die Abdämmung die Dynamik verloren gegangen ist.